# Parc Logístic (métro de Barcelone)
Parc Logístic est une station de la ligne 9 du métro de Barcelone.

## Situation sur le réseau
La station se situe sous l'avenue du Parc logistique (Avinguda Parc Logístic), sur le territoire de la commune de Barcelone, dans le district de Sants-Montjuïc. Elle s'intercale entre les stations Mercabarna et Fira de la ligne 9 du métro de Barcelone.

## Histoire
La station ouvre au public le 12 février 2016, à l'occasion de la mise en service du tronçon sud de la ligne 9.

## Services aux voyageurs

### Accès et accueil
La station dispose de deux voies et deux quais latéraux équipés de portes palières.